# 2MASS J07414920+2351275
2MASS J07414920+2351275 ist ein Brauner Zwerg der Spektralklasse T5 im Sternbild Zwillinge. Er wurde 2004 von Gillian R. Knapp et al. entdeckt.